# Tiên Lãnh
Tiên Lãnh là một xã thuộc huyện Tiên Phước, tỉnh Quảng Nam, Việt Nam.
Xã Tiên Lãnh có diện tích 75,12 km², dân số năm 1999 là 5578 người, mật độ dân số đạt 74 người/km².